# John Thomas Graves
John Thomas Graves (* 1806 in Dublin; † 1870) war ein irischer Mathematiker und Jurist. Bekannt ist er als Entdecker der Oktonionen.

## Leben
Graves studierte am Trinity College in Dublin, wo er sich mit William Rowan Hamilton anfreundete und sich in Mathematik und den klassischen Sprachen hervortat. Nach dem Abschluss 1827 ging er an die Universität Oxford, wo er 1830 Mitglied des Oriel College wurde. Ab 1830 studierte er Rechte an den King´s Inns in Dublin und machte 1831 in Dublin und Oxford Abschlüsse. Danach ging er als Jurist an den Inner Temple in London. 1839 bis 1843 war er Jura Professor am University College London und außerdem Prüfer (Examinator) in Jura der Universität London. Ab 1846 war er Assistant Poor Law Inspector und ab 1847 Poor Law Inspector für England und Wales.
Er war Mitglied der „Society for the diffusion of useful knowledge“ und ab 1839 der Royal Society, in deren Rat er später war. Er war Mitglied der Philological Society und der Royal Society of Literature.

## Werk
Schon 1829 hatte er eine mathematische Arbeit über den imaginären Logarithmus in den Philosophical Transactions der Royal Society veröffentlicht und 1834 wieder (unterstützt von Hamilton, da eine allgemeine Anerkennung ausblieb) im Report der British Association. Er korrespondierte während seiner Juristenlaufbahn mit Hamilton, der ihm als erstem 1843 seine Entdeckung der Quaternionen mitteilte (und ihm für seine Anregungen dankte). Später beschäftigte er sich auf Anregung von Hamilton mit der Theorie der Polyeder. Bekannt ist er heute aber vor allem für seine Entdeckung der Oktaven (oder Oktonionen), einer 8-dimensionalen reellen normierten Divisionsalgebra, womit deren Liste vervollständigt war- reelle und komplexe Zahlen, Quaternionen und Oktaven – was Georg Frobenius 1877 bewies. Die Entdeckung erfolgte unmittelbar (Brief 26. Dezember 1843 an Hamilton) nach Hamiltons Entdeckung der Quaternionen (Oktober 1843), zu der Hamilton vor allem das Interesse seines Freundes Graves an Algebra angeregt hatte. Veröffentlicht wurden Oktonionen aber zuerst von Arthur Cayley im Philosophical Magazine 1845 (als kleine Ergänzung zu einer Verteidigung seiner Arbeit über elliptische Funktionen, „On Jacobi´s Elliptic functions- in reply to the Rev.Bronwin, and on Quaternions“). Graves publizierte seine Entdeckung eine Ausgabe später als Cayley im Philosophical Magazine und musste für seine Prioritätsansprüche wieder auf seinen Freund Hamilton zurückgreifen (Notiz in den Transactions of the Royal Irish Academy, 14. Juni 1847). Seine Oktonionen wurden aber schon Cayley-Zahlen genannt.
Er schrieb auch Artikel über römisches und kanonisches Recht in der Encyclopaedia Metropolitana und Artikel über antike römische Juristen im „Dictionary of Greek and Roman Biography and Mythology“ (3 Bände, London 1844 bis 1849) von William Smith.